# Cadbury World
O Cadbury World é uma atracção turística criada e operada pela Cadbury em Dunedin, Nova Zelândia.
O Cadbury World abriu em Julho de 2003 na fábrica da Cadbury em Dunedin, perto do centro da cidade. A visita ao Cadbury World demora 1h 15m e inclui o Centro de Visitas, um filme sobre a história da fábrica e da Cadbury em geral, seguido por um tour à fábrica. O tour acaba na cascata de chocolate. Existe também uma loja de recordações.
Existe outro museu com o mesmo nome em Birmingham.